# Éder Jofre
Éder Jofre (São Paulo, 1936. március 26. – Embu das Artes, 2022. október 2.) olasz-görög származású brazil ökölvívó. Beceneve: „Arany Harmat” volt, harmatsúlyúként kezdte pályafutását. 78 meccséből 72-t nyert meg, ebből 50-et K.O.-val. Részt vett az 1956. évi nyári olimpiai játékokon is. 1960-ban miután kiütötte Eloy Sanchezt, elnyerte a harmatsúlyú világbajnoki övet. Ezután csak 1965-ben győzte őt le Fighting Harada, aki a következő évben sem sikerült kiütnie. Ekkor szünetet tartott, majd 1969-ben tért vissza mint pehelysúlyú. 1973-ban új súlycsoportjában is megszerezte a világbajnoki címet. 2010-ben, 74 éves korában saját fitneszvideót jelentetett meg.